# Famille Wertheimer
Pour les articles homonymes, voir Wertheimer.
La famille Wertheimer est une famille juive ashkénaze originaire de l'Empire austro-hongrois. Ramifiée dans plusieurs pays d'Europe, la famille Wertheimer est considérée, avec  quelques autres, comme faisant partie de la haute bourgeoisie juive européenne,.
Elle joue un rôle important dans le développement du commerce en Europe. Chanel est actuellement (2025) détenue par deux de ses descendants, les frères Alain Wertheimer et Gérard Wertheimer
.

## Histoire

### L'origine des Wertheimer
Avec les Rothschild, les Cahen d'Anvers, les Goldschmidt, les Warburg, les Montefiore ou les Bischoffsheim, la famille Wertheimer fait partie des familles juives de la grande bourgeoisie européenne.
Ses origines se trouvent dans l'Empire austro-hongrois. Ainsi, le grand-rabbin Samson Wertheimer est, vers 1700, juif de cour pour l'empereur Léopold Ier de Habsbourg
,

### Les Wertheimer d'Angleterre
À partir de 1898, John Singer Sargent peint la série des portraits de la famille Wertheimer de Londres.

### Les Wertheimer de France
Les Wertheimer de France sont originaires de la ville de Wertheim, au sud-est de Francfort, et n'ont probablement pas de liens familiaux avec les précédents. Après le rattachement de l'Alsace à la France, des Wertheimer s'installent en Basse-Alsace (à Ottrott), d'autres un peu plus tard en Haute-Alsace (à Soultz).
Alexandre Wertheimer, né vers 1705 à Ottrott, est le plus ancien connu.
Jacques Wertheimer, son descendant direct, est né en 18 mars 1827 à Ottrott et mort le 12 novembre 1903 à Obernai, où il était commerçant. Sa famille occupe dans la communauté juive de la ville une place importante.
En 1870, lors de l’annexion de l’Alsace-Moselle, un seul des trois fils de Jacques demeure avec ses parents et devient allemand comme eux. En 1874, Ernest, un des deux fils qui ont choisi la France, a 22 ans quand il entre chez un fabricant de cravates. En 1892, il crée sa propre affaire. Six ans plus tard, il s'associe à Émile Orosdi, propriétaire des cosmétiques Bourjois, et acquiert la moitié du capital de la société, qui se développe. En 1909, Ernest est fait chevalier de la Légion d'honneur.
En 1909, Ernest Wertheimer et Émile Orosdi accordent un prêt de 800 000 francs aux Galeries Lafayette de Théophile Bader pour l'achat d'un immeuble voisin.
Les deux fils d'Ernest, Paul et Pierre, développent Bourjois à l'international et, dans les années 1910, la Bourjois Inc. est créée aux États-Unis.
Ils sont mobilisés pendant la Première Guerre mondiale.
En 1918, ils entrent, grâce à leurs cousins Fribourg, au capital de la Société d’emboutissage et de construction mécanique, créée en 1916 par Félix Amiot pour construire des avions. Quand la SECM est nationalisée en 1929, les actionnaires touchent de grosses indemnités.
Théophile Bader les présente à Gabrielle Chanel. Ils s’associent en 1924 dans Les Parfums Chanel pour la fabrication du No 5. Les Wertheimer ont 70 % du capital, Chanel 10 % et Adolphe Dreyfus et Max Grumbach 20 %. Dès 1928, les difficultés surgissent avec Coco Chanel : celle-ci considère que les Wertheimer s’enrichissent à ses dépens. En 1934, un jeune avocat la défend, René de Chambrun.
La même année, pour éviter un scandale financier, l'État revend aux anciens actionnaires la SGA (Société générale aéronautique) qui avait remplacé la SECM.
Pendant la Seconde Guerre mondiale, la famille se réfugie aux États-Unis. L’aryanisation des biens juifs par Vichy les frappe, dans leurs participations dans la SECM mais aussi dans Bourjois et Chanel. Félix Amiot se porte acquéreur, à la demande de la famille, et joue le rôle d’homme de paille. Coco Chanel dénonce aux autorités allemandes la fausse aryanisation de Bourjois et réclame l'entière propriété des parfums Chanel, qu'elle n'obtient finalement pas.
À la fin de la guerre, leurs biens seront restitués aux Wertheimer. Le conflit avec Coco Chanel ne se termine qu’en 1948.
Pierre, qui a pris la nationalité mexicaine rachète à la mort de son frère sa part dans Bourjois, et fait un procès à Félix Amiot pour récupérer la participation Wertheimer dans la SECM qui vient de toucher d’importantes indemnités de guerre, et que ce dernier s'était appropriées un peu rapidement. Cette participation ainsi que celle dans les CAN (Chantiers aéronautiques de Normandie) sont revendues en 1948.
En 1954, Pierre Wertheimer rachète la maison de couture Chanel après l'échec qu'a subi Coco dans sa tentative de retour dans la mode.
Au décès de Pierre en 1965, c'est son fils unique Jacques, âgé de 56 ans, qui prend la direction du groupe. D'une personnalité fantasque, hypocondriaque et collectionneur d'art, il s'y intéresse peu et en est écarté en 1974 au profit de son fils Alain.
Jacques est marié à Éliane Fischer, et deux enfants sont nés de cette union : Alain et Gérard. Le couple divorce en 1952 et Éliane se remarie avec un avocat international, Didier Heilbronn, et donne naissance à un autre fils, Charles Heilbronn. Elle reprend des études de droit aux États-Unis et travaille dans le cabinet de Samuel Pisar à Paris. Ils conseillent activement Alain lorsqu'il prend la direction du groupe.

#### Famille
Ernest Wertheimer (13 septembre 1852-14 octobre 1927) épouse Mathilde Bollack d'où :
- Paul Wertheimer (22 juin 1883-28 décembre 1948) a de son mariage avec Madeleine Bollack, Antoine et Jeanine (1911-2003) femme de Claude Bernheim, petit-cousin d’Antoine Bernheim, qui commence sa carrière en 1951 chez Bourjois.
- Pierre (8 janvier 1888-24 avril 1965) a de son mariage avec Germaine Revel, Jacques (18 août 1911-6 février 1996) qui épouse Éliane Fisher d’où Alain né en 1949 et Gérard né en 1950. Pierre a aussi une fille d’une liaison extra-conjugale.

Arthur Fribourg d'Arlon en Belgique a épousé Esther Bollack, sœur de Mathilde, d'où Jules et René Fribourg, propriétaire de Continental Grain, une des quatre grandes sociétés mondiales de négoce de céréales, vendue en 1999 à Cargill. Le groupe devient alors ContiGroup Companies, Inc

#### Patrimoine
Alain Wertheimer et son frère Gérard sont copropriétaires de la maison de haute couture Chanel. Ils possèdent également les cosmétiques Bourjois jusqu'en 2015, la lingerie Eres et une participation dans les éditions La Martinière. La famille est aussi propriétaire de vignobles du Bordelais : château Rauzan-Ségla à Margaux et château Canon à Saint-Émilion, ainsi que Holland & Holland et les couverts Guy Degrenne. Ils sont propriétaires aussi d’une grande propriété en Sologne (La Presle) d'environ 1 400 hectares.
Les Wertheimer sont classés par le magazine économique Bilan comme les plus riches exilés fiscaux français domiciliés en Suisse, avec une fortune estimée en 2013 entre 6,4 et 7,3 milliards d'euros. La fortune de la famille Wertheimer est estimée à 16,5 milliards d'euros par le magazine Challenges pour les années 2015 et 2016. En 2019, leur fortune s'établit à 50 milliards d'euros et les place en 2e position du palmarès Challenges des fortunes de France, notamment à la suite d'un versement de dividendes en 2017 de 3,4 milliards d'euros issus de la société Chanel.
Ils vivent dans plusieurs de leurs résidences, principalement à Genève, New-York, Paris et Deauville.

### Articles
- Chanel
- Les Juifs et le Capitalisme (Livre)